# Conjunt Monumental de Târgu Jiu
El Conjunt Monumental de Târgu Jiu (en romanès: Ansamblul sculptural Constantin Brâncuși de la Târgu-Jiu), a Târgu Jiu, és un homenatge als herois romanesos de la Primera Guerra Mundial. El conjunt consta de tres escultures: la Taula del Silenci (Masa tăcerii), la Porta del Petó (Poarta sărutului) i la Columna Interminable (Coloana fără sfârșit) en un eix d'1,3 km (3⁄4 milles) de llargada, orientada d'oest a est. El conjunt és considerat com una de les grans obres de l'escultura a l'aire lliure del segle xx i ha estat inscrit en la llista de Patrimoni de la Humanitat per la UNESCO al 2024.

## Història
El monument va ser encarregat per la Lliga Nacional de Dones de Gorj per honrar aquells soldats que havien defensat Târgu Jiu el 1916 de les forces dels poders centrals. Constantin Brâncuși (1876–1957) vivia aleshores a París, però va agrair l'oportunitat de crear una gran escultura commemorativa a la seva terra natal. Va acceptar l'encàrrec el 1935, però es va negar a rebre el pagament.

## Columna sense fi
La columna sense fi simbolitza el concepte d'infinit i el sacrifici infinit dels soldats romanesos. La columna sense fi apila 15 mòduls romboïdals, amb una mitja unitat a la part superior i inferior, fent un total de 16. Es creu que la unitat superior incompleta és l'element que expressa el concepte d'infinit. Brâncuși havia experimentat amb aquesta forma ja el 1918, amb una versió de roure que ara es troba a la col·lecció del Museu d'Art Modern de la ciutat de Nova York. Els mòduls es van fer al taller central de Petroșani (Atelierele Centrale Petroșani), muntat per l'enginyer amic de Brâncuși, Ștefan Georgescu-Gorjan (1905–1985), i es van completar el 27 d'octubre de 1938. Els 16 mòduls romboïdals acumulen una alçada total de 29,3 m.
A la dècada de 1950, el govern comunista romanès va planejar enderrocar la columna i convertir-la en ferralla, però aquest pla mai es va executar. Després de la revolució romanesa de 1989 i la caiguda del règim comunista, hi va haver un renovat interès per restaurar la columna, que en aquell moment patia d'inclinació, esquerdes, corrosió metàl·lica i una base inestable. Per aquestes raons, el lloc va ser inclòs a la World Monuments Watch de 1996 pel World Monuments Fund. La restauració va ser facilitada pel Fons, que va organitzar reunions per a les parts interessades el 1998 i va proporcionar finançament a través d'American Express. Posteriorment, el lloc va ser restaurat entre 1998 i 2000 gràcies a un esforç col·laboratiu del govern romanès, el Fons Mundial de Monuments, el Banc Mundial i altres grups romanesos i internacionals.

## Conjunt
Dues peces més constitueixen l'Ensemble.
La Taula del Silenci és una taula circular de pedra envoltada de dotze seients de rellotge de sorra, que simbolitzen el temps. La importància de l'escultura de Brâncuși ha estat sotmesa a moltes interpretacions. Alguns diuen que La Taula del Silenci representa el moment previ a la batalla en què anaven a participar els combatents. No obstant això, els seients no es troben a prop de les vores de la taula. Altres diuen que representa l'Últim Sopar, en què els 12 apòstols estan asseguts al voltant de Jesús. Les 12 cadires que hi ha al voltant de la taula són per als Apòstols, i la Taula representa el mateix Jesús.
La Porta del Petó, de travertí de Banpotoc (marbre), presenta un motiu de petó als pilars de la porta. L'escultura té una amplada de 6,45 m i una alçada de 5,13 m. La transició a una altra vida es produeix a través de La Porta del Petó.
El conjunt es va inaugurar el 27 d'octubre de 1938. Durant l'època del realisme socialista, Brâncuși havia estat desafiat com a exponent del "formalisme burgès cosmopolita". Tanmateix, l'any 1964 Brâncuși va ser "redescobert" a Romania com un geni nacional i, en conseqüència, el Conjunt de Târgu Jiu va ser restaurat, després d'un llarg període de degradació.